# اعتلال الأعصاب المتعدد الالتهابي المزمن المزيل للميالين
اعتلال الأعصاب المتعدد الالتهابي المزمن المزيل للميالين هو اضطراب التهابي مُكتسب متواسَط بالمناعة يصيب الجهاز العصبي المحيطي. يسمى هذا الاضطراب في بعض الأحيان اعتلال الأعصاب المزمن الناكس أو اعتلال الأعصاب الجذري المزمن المزيل للمَيالين (لأنه يصيب جذور الأعصاب). يرتبط اعتلال الأعصاب المتعدد الالتهابي المزمن المزيل للميالين ارتباطًا وثيقًا بمتلازمة غيلان باريه ويعد النظير المزمن لهذا المرض الحاد. تشبه أعراضه أيضًا أعراض الاعتلال العصبي الالتهابي المترقي.

## الأنواع
أُبلغ عن عدة أنماط، أهمها:
- نمط غير متناظر من اعتلال الأعصاب المتعدد الالتهابي المزمن المزيل للميالين يعرف باسم متلازمة لويس سومنر. [3]
- نمط تشترك فيه إصابة الجهاز العصبي المركزي يدعى «زوال الميالين المحيطي والمركزي المشترك».

يوجد اليوم نمط واحد يتأثر فيه الجهاز العصبي المركزي. سُمي «زوال الميالين المركزي والمحيطي المشترك» وتكمن خصوصية هذا النمط في أنه ينتمي في آن واحد إلى متلازمة اعتلال الأعصاب المتعدد الالتهابي المزمن المزيل للميالين وإلى طيف التصلب اللويحي المتعدد. يبدو أن هذه الحالات مرتبطة بوجود الأضداد الذاتية المضادة للبروتين NFASC.

## العلامات والأعراض
يُبنى التشخيص عادة على الصورة السريرية  إلى جانب الاختبار التشخيصي الكهربائي أو خزعة الأعصاب. يمكن استخدام البزل القطني لاستقصاء ارتفاع بروتين السائل الدماغي الشوكي. من الأعراض الشائعة غياب منعكسات الأوتار العميقة أو ضعفها والرنح الحسي. تشمل الأعراض الأخرى ضعف العضلات القريبة والبعيدة في الأطراف.

## الأسباب
يعد اعتلال الأعصاب المتعدد الالتهابي المزمن المزيل للميالين (أو اعتلال الأعصاب الجذري المتعدد) من اضطرابات المناعة الذاتية التي تخرب الميالين، وهو غطاء الأعصاب الواقي. الأعراض المبكرة النموذجية هي «الوخز» (نوع من الاهتزازات المكهرِبة أو المذل (التنميل)) أو خدر في الأطراف، وتشنجات متكررة في الساق (ليلًا)، وغياب المنعكسات (في الركبتين)، والتقلصات الحزمية، والشعور «باهتزازات»، وفقدان التوازن، وتشنج العضلات العام، وآلام الأعصاب. اعتلال الأعصاب المتعدد الالتهابي المزمن المزيل للميالين نادر جدًا وقلما يُكتشف ويُعالج بسبب تباين المظاهر السريرية (السريرية والفيزيولوجية الكهربائية) ومحدودية معايير التشخيص السريرية والمصلية والفيزيولوجية الكهربائية. رغم ذلك، التشخيص المبكر والعلاج ضروريان لمنع خسارة المحاوير غير العكوسة وتحسين التعافي الوظيفي.

## العلاج
الخط الأول في علاج اعتلال الأعصاب المتعدد الالتهابي المزمن المزيل للميالين حاليًا هو الغلوبولين المناعي الوريدي، ومن العلاجات الأخرى الستيروئيدات القشرية (مثل بريدنيزون)، والبلازما (تبادل البلازما) تقدم منفردةً أو بالمشاركة مع دواء مثبط للمناعة. أظهرت الدراسات المحكمة مؤخرًا أن إعطاء الغلوبولين المناعي تحت الجلد يماثل في الفعالية إعطاءه وريديًا عند معظم المرضى، وبآثار جانبية جهازية أقل.